# Unió Nacional per la Independència (Nova Caledònia)
Unió Nacional per la Independència (UNI) és una coalició electoral de Nova Caledònia formada per tots els partits del FLNKS llevat Unió Caledoniana.

## Creació
Originalment, UNI va ser el nom donat a la llista formada per dissidents de Palika a les eleccions provincials de Nova Caledònia de 1995 i 1999 per fer front a les llistes oficials del FLNKS dominades per Unió Caledoniana a la Província del Nord i a les Illes Loyauté.
A les eleccions provincials de Nova Caledònia de 1999, el FLNKS es presentà totalment dividit al Nord perquè els seus tres principals components havien format una llista: una portava el nom de FLNKS Nord (UC), dirigida per Bernard Lepeu, una per Palika amb les sigles UNI dirigida per Paul Néaoutyine i una per UPM dirigida per André Gopea. la llista de l'UNI fou la més votada amb 8 electes sobre 22, contra 6 d'Unió Caledoniana, 4 dels dissidents de la FCCI i 4 dels anti-independentistes de RPCR, i Paul Neaoutyine pogué ser elegit president de l'Assemblea de la Província del Nord.
A les Illes Loyauté, la llista Palika, també conegut com a UNI, liderada per Charles Washetine, obté només 2 escons d'un total de 14, empatat amb el FCCI, RPCR i LKS, contra els 6 de la llista FLNKS Nord d'Unió Caledoniana dirigida per Robert Xowie que és elegit President de l'Assemblea Provincial.
Però al Congrés de Nova Caledònia, Palika i UC formaren inicialment un sol grup FLNKS de 18 escons d'un total de 54 i presentaren una llista conjunta per a la composició del primer govern de Nova Caledònia: hi ha dos membres d'UC (Rock Wamytan, president del FLNKS i l'UC Gérald Cortot), un Palika (Déwé Gorodey) i un RDO (Aukusitino Manuohalalo).
Però quan la vella guàrdia d'UC que dirigeix el FLNKS (Rock Wamytan) va començar a ser criticada dins del seu propi partit per una nova generació (Pascal Naouna, Neko Hnepeune, Gilbert Tyuienon, Gérald Cortot) que els acusen de fer massa concessions a Palika al FLNKS i al RPCR al govern. Finalement, aquest moviment de protesta va crear el 2000 d'un grup distint d'UC al Congrés de Nova Caledònia de 7 membres que es retiraren del grup de FLNKS, i prendrà el nom de UNI-FLNKS. Cap al 2001 Rock Wamytan fou expulsat de la presidència d'Unió Caledoniana per Pascal Naouna, un dels membres de la línia dura del partit, i del FLNKS, que des d'aleshores gaudeix d'una presidència col·lectiva.
Per fer front a aquesta nova tendència radical de la Unió Caledoniana, tots els altres components del FLNKS decidiren reagrupar-se contra el pes excessiu d'UC. Aquesta coalició va prendre el nom d'Unió Nacional per la Independència (UNI), amb el president Paul Néaoutyine.

## Components
- El Partit per l'Alliberament Canac (Palika) de Paul Néaoutyine i Charles Washetine, que domina àmpliament l'UNI i és la major fortalesa de FLNKS amb UC.
- La Unió Progressista Melanèsia (UPM) de Victor Tutugoro (portaveu del buró polític del FLNKS): Tercera Força de FLNKS en termes de vots, però molt per darrere de Palika i UC.
- El Reagrupament Democràtic Oceànic (RDO) d'Aloisio Sako, únic partit que representa els interessos de les comunitats i wallisians i futunians per la independència.
- Unir i Construir dins la Renovació (UC Renouveau) de Jacques Lalié, dissident d'Unió Caledoniana a les Illes Loyauté, fundat el 2004, no és reconegut com un component del FLNKS.

## Directrius
- Pressionar per a la reconstrucció d'una direcció comuna del FLNKS.
- Sense deixar de mantenir el diàleg amb els representants del govefrn nacional i dels independentistes dins el marc del Comitè de Signataris, participar en les celebracions i cerimònies celebrades durant la visita del president de França Jacques Chirac el 2003 mentre que UC les va boicotejar.
- Participar en les eleccions legislatives franceses.
- Presentar llistes conjuntes UNI a les eleccions municipals i provincials.
- Constituir un grup comú UNI al Congrés de Nova Caledònia.

## Resultats electorals
Al 2004 i 2009 l'UNI es va presentar conjuntament amb el FLNKS, obtenint sis dels vuit diputats de la candidatura.
| Any  | Vots   | %     | Escons | +/– | Govern   |
| ---- | ------ | ----- | ------ | --- | -------- |
| 2004 | 12,554 | 14.02 | 6 / 54 | Nou | Oposició |
| 2009 | 10,162 | 10.52 | 6 / 54 | =   | Oposició |
| 2014 | 10,929 | 10.38 | 7 / 54 | 1   | Oposició |
| 2019 | 12,679 | 11.51 | 9 / 54 | 2   | Coalició |